# Kusinoha Dai
Koordinaten: 69° 3′ S, 39° 36′ O
Kusinoha Dai (Transkription von japanisch 櫛の歯台 für Kammhöhen) ist eine kleine Terrasse auf der Insel Higasi-Teøya in der Inselgruppe Flatvær vor der Prinz-Harald-Küste des ostantarktischen Königin-Maud-Lands.